# Mérignas
Mérignas (okzitanisch Merinhàs) ist eine französische Gemeinde mit 299 Einwohnern (Stand 1. Januar 2022) im Département Gironde in der Region Nouvelle-Aquitaine. Sie gehört zum Arrondissement Langon und zum Kanton Le Réolais et Les Bastides. Die Einwohner werden Mérignassais genannt.

## Geographie
Mérignas liegt etwa 39 Kilometer ostsüdöstlich von Bordeaux. Umgeben wird Mérignas von den Nachbargemeinden Sainte-Florence im Norden, Saint-Pey-de-Castets im Norden und Nordosten, Bossugan im Osten, Ruch im Südosten, Blasimon im Süden sowie Saint-Vincent-de-Pertignas im Westen.

## Bevölkerungsentwicklung
| 1962                       | 1968 | 1975 | 1982 | 1990 | 1999 | 2006 | 2017 |
| -------------------------- | ---- | ---- | ---- | ---- | ---- | ---- | ---- |
| 285                        | 297  | 256  | 275  | 295  | 277  | 274  | 341  |
| Quellen: cassini und INSEE |      |      |      |      |      |      |      |

## Sehenswürdigkeiten

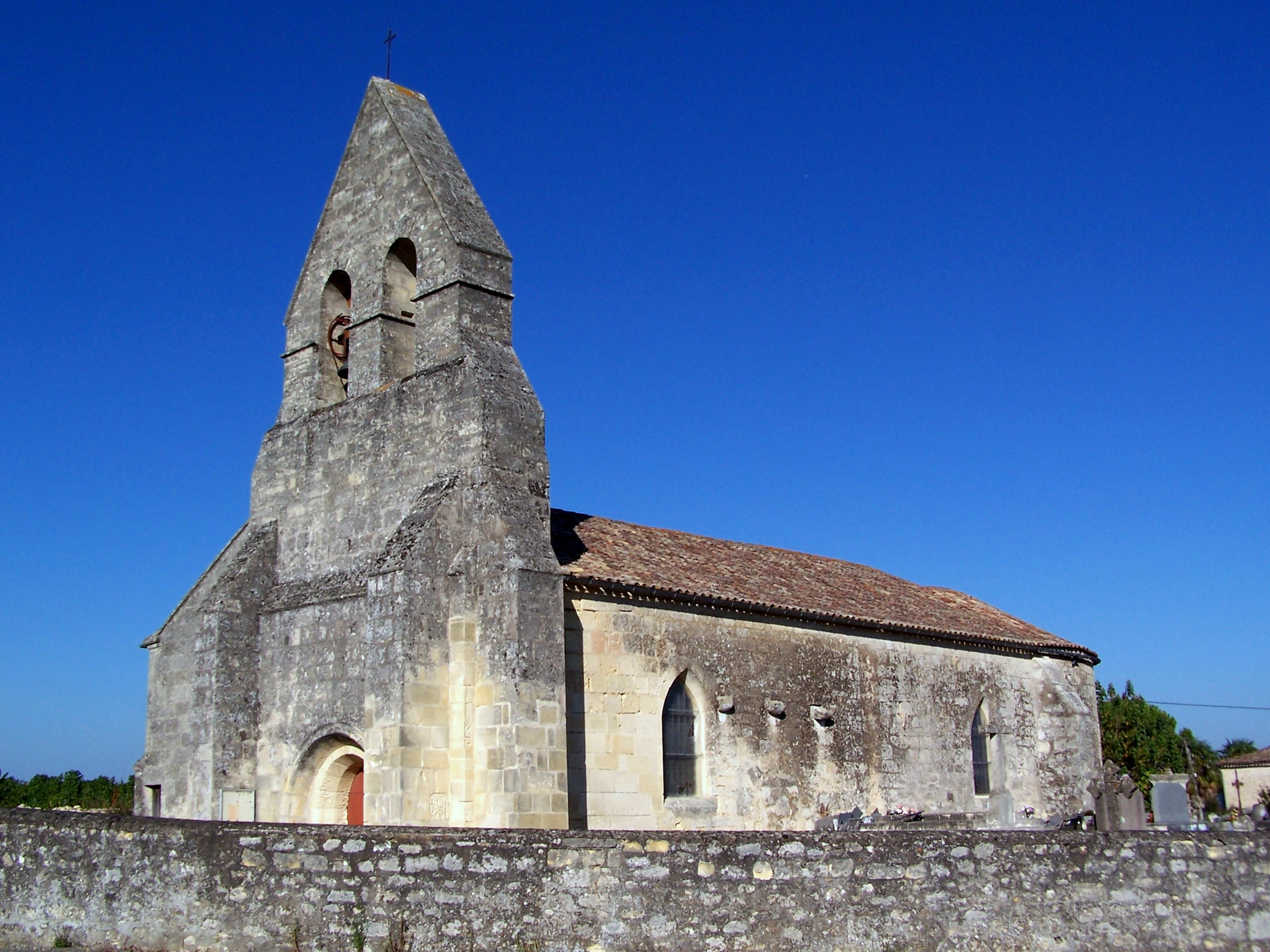
Kirche Notre-Dame

- Kirche Notre-Dame aus dem 11. Jahrhundert